# Forbidden Society
Forbidden Society, vlastním jménem Jindřich Brejcha, je český drum and bassový producent. Je známý svým specifickým drumandbassovým soundem, který je z velké části ovlivněn metalem.
Elektronickou hudbu začal produkovat v roce 1998. V roce 2010 přichází prudký vzestup a s ním spojené releasy na labelech jako PRSPCT, Freak, Obscene, Algorythm, Counterstrike, Big Riddim, Future Sickness, Union Records, Yellow Stripe a dalších.
Na podzim roku 2010 zakládá vlastní label Forbidden Society Recordings a pravidelně pořádá Forbidden Society Recordings Label Nights v klubech po celém Česku.

## Vydaná alba
No Return (Forbidden Society Recordings 2022)
Fog Walk (Forbidden Society Recordings 2019)
Thronecrusher (Forbidden Society Recordings 2015)
THE OVERKILL COMPILATION (Forbidden Society Recordings 2013)
To The Threshold - (Forbidden Society Recordings 2012)
Step Through The Hardline - (Hardliner Recordings 2005)

## Vydané singly a EP
Criminal EP - Part 2 (Forbidden Society Recordings 2014)
Criminal EP - Part 1 (Forbidden Society Recordings 2014)
Donny & Forbidden Society / Audio - Creator & Destroyer / Burn It Down (12") (Forbidden Society Recordings 2013)
The Witch King / Manga Rebellion (2xFile, MP3, Single, 320) (Forbidden Society Recordings 2013)
Receptor (2) & Forbidden Society - To The Threshold Album Sampler (Forbidden Society Recordings 2012)
Outside Agency, The / Peter Kurten / Katharsys / Forbidden Society - Favorite Sin / This Never Happened (Genosha One Seven Five)
Resist The Pressure EP (2x12" + 4xFile, MP3, 320) (Forbidden Society Recordings 2012)
Forbidden Society & Current Value - Control / Birth Cycle (Forbidden Society Recordings 2011)
Noize Punishment / Switch Technique & Forbidden Society - Riotbringer (Forbidden Society Remix) / Shelter (Future Sickness Records)
Forbidden Society & Katharsys - Destiny Eden (Current Value Remix) / Lords Of The Steel (Forbidden Society Recordings 2011)
Forbidden Society & Dub Elements Feat. Venganza* / Forbidden Society - Set It Off / Pain Threshold (Forbidden Society Recordings 2011)
Forbidden Society & Counterstrike / Forbidden Society & Katharsys - Extreme (Current Value Remix) / Redeemer (Forbidden Society Recordings 2011)
Burn / War Ensemble (Forbidden Society Recordings 2011)
Current Value & Cooh / Switch Technique & Forbidden Society - Optic Nerve / Blood Extract (Union Recordings)
Machine Code* / Katharsys & Forbidden Society - ID / Run & Hide (Yellow Stripe Recordings)
Attack The Beautiful / Despised (2xFile, MP3, Single, 320) (PRSPCT Recordings)
Lucio De Rimanez, Forbidden Society - Anarchy (2xFile, MP3, Single, 320) (Perkussiv)
Soul Scanner / All Gone (2xFile, MP3, Single, 320) (Fallout recordings 2011)
Forbidden Society & Computerartist - Forcer / Incarnation (Forbidden Society Recordings 2011)
Forbidden Society / Future Signal - Forbidden Society Recordings Limited 002 (Forbidden Society Recordings 2011)
Katharsys / Forbidden Society - Psychosis / Domination (12") (Mentally Disturbed Recordings 2011)
Forbidden Society Recordings Limited 001 (4xFile, MP3, EP, 320) (Forbidden Society Recordings 2011)
Can't Be Soft / Femme Fatale (2xFile, MP3, Single, 320) (Fallou recordings 2011)
Tech Treatment 06 (2xFile, WAV, Single) (Section 8 Records 2010)
Focus On The Violence VIP / The New Cell (12", Promo) (Obscene Recordings - 2010)